# Arthur Vigan
Arthur Vigan, né en 1983, est un astrophysicien français spécialisé dans la détection et l'étude des exoplanètes par imagerie directe, et dans le développement d'instrumentation innovante en lien avec cette technique de détection. Il est chercheur au Centre national de la recherche scientifique (CNRS) et travaille au Laboratoire d'astrophysique de Marseille. En 2021 il reçoit la médaille de bronze du CNRS.

## Biographie
Arthur Vigan fait ses études à l'Institut d'optique Graduate School jusqu'en 2006, puis il commence une thèse de doctorat à l'université d'Aix-Marseille qu'il soutient en 2009 avec pour titre Détection et caractérisation des exoplanètes par imagerie directe avec IRDIS. Il effectue ses études post-doctorales dans le groupe d'astrophysique de l'université d'Exeter de 2010 à 2012. En 2013 il obtient un poste de chargé de recherche au CNRS. En 2015 il est détaché durant un an à l'Observatoire européen austral (ESO) pour accompagner l'installation et l'exploitation de l'imageur d'exoplanètes SPHERE sur le Very Large Telescope (VLT).
Ses recherches portent sur la recherche et l'étude d'exoplanètes géantes jeunes avec la technique de l'imagerie directe. Il utilise des grands relevés en imagerie pour placer des contraintes statistiques sur leur population et comprendre leurs modes de formation. Il travaille également au développement d'instrumentation innovante pour l'imagerie et la spectroscopie d'exoplanètes avec les grands télescopes au sol. Il est le responsable de l'instrument HiRISE (High-Resolution Imaging and Spectroscopy of Exoplanets) installé sur le VLT qui connecte les instruments SPHERE et CRIRES au moyen de fibres optiques. L'objectif de cet instrument est de mesurer des spectres à haute résolution d'exoplanètes déjà connues afin d'étudier leur composition et leur mode de formation.

## Distinctions et récompenses
- 2017 : Bourse starting de 1,5 million d'euros du Conseil européen de la recherche (ERC) pour le projet HiRISE[5]
- 2021 : Médaille de bronze du CNRS[6]